# Quench (Supraleitung)
Unter Quench (englisch to quench für abfangen, löschen, tilgen) versteht man den plötzlichen Übergang eines Supraleiters vom supraleitenden in den normalleitenden Zustand infolge Überschreitung der Sprungtemperatur. Hierbei entstehen auf Grund des nun endlichen Widerstandes hohe Spannungen und sehr viel Wärme, was zu Überschlägen durch die elektrische Isolation und in seltenen Fällen bis zur Zerstörung des Supraleiters führen kann. Das dabei verdampfende Kühlmittel kann durch den entstehenden Überdruck das Kryostatgefäß sprengen.
Besonders gefährlich ist ein Quench bei supraleitenden Spulen, da dort die gesamte Feldenergie beim Zusammenbruch der Supraleitung schlagartig in Wärme umgesetzt wird.
Ein Quench kann mehrere Ursachen haben:
1. Lösen sich ganze Flussbündel eines Typ-II-Supraleiters aufgrund von Temperaturschwankungen oder Erschütterungen von ihren Haftzentren, wandern sie aufgrund der Lorentzkraft mit hoher Geschwindigkeit durch den Supraleiter. Diese Bewegung und der damit einhergehende Übergang zur Normalleitung innerhalb der Flussbündel führt zu einer großen Wärmeentwicklung. Dies wiederum führt zu einer Ausweitung der normalleitenden Zone, was zu einer weiteren Aufheizung führt. Dabei verdampft das Kühlmittel und die Spule geht sehr schnell vollständig in Normalleitung über.
2. Ein Ausfall der Kühlung führt ebenfalls zum Quenchen, sobald die kritische Temperatur überschritten wird. Diesen Umstand macht man sich beispielsweise bei einer Notabschaltung eines MRT-Gerätes zunutze, bei der absichtlich das flüssige Helium in kurzer Zeit abgeblasen wird.
3. Speziell beim Laden von supraleitenden Magneten werden große Kräfte auf die Spule ausgeübt. Dies führt zu einer tonnenförmigen Verbiegung der gesamten Spule, bei der sich mitunter einzelne Drähte sprungartig bewegen. Bei dieser Bewegung im Magnetfeld wird auch im normalleitenden Kupfer ein Stromfluss und damit eine Wärmeentwicklung induziert.

Durch die Beschichtung des Supraleiters mit einer niederohmigen Normalleiterschicht oder entsprechend ausgelegte umgebende Kupferadern können negative Folgen verhindert oder gemildert werden.
Tritt bereichsweise Normalleitung auf, wird durch die niederohmige Schicht ein Kurzschluss erzeugt, wodurch die Erwärmung langsamer erfolgt.
Mit kontinuierlicher Spannungsmessung kann der Supraleiter bei Überschreiten eines kritischen Wertes automatisch mit einem äußeren Lastwiderstand verbunden werden, in dem die überschüssige elektrische Energie in Wärme verwandelt wird.